# Tweede Marokkaanse Crisis

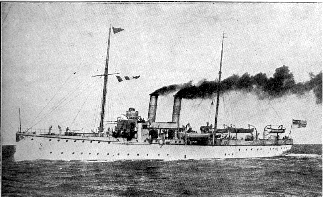
SMS Panther

De Tweede Marokkaanse Crisis, ook wel Agadircrisis en in het Duits ook wel Panthersprung nach Agadir genoemd) was een ernstig diplomatiek incident tussen Frankrijk en Duitsland in het jaar 1911, dat beide landen op de rand van oorlog bracht. 
In 1906 was er al een Eerste Marokkaanse Crisis (of Crisis van Tanger) geweest, toen Duitsland zich verzette tegen de toenemende invloed van Frankrijk in Marokko. Die crisis werd bezworen door de Conferentie van Algeciras, die erkende dat Frankrijk de Marokkaanse politie en douane mocht controleren. 
Duitsland sloot daarop in 1909 een akkoord met Frankrijk waarin het de politieke controle van Frankrijk op Marokko erkende, maar anderzijds beide landen hun economische belangen aldaar zouden respecteren. 
In het voorjaar van 1911 brak een opstand uit in het binnenland van Marokko. Frankrijk stuurde daarop troepen naar Fez, officieel op verzoek van de sultan van Marokko, en zogezegd om landgenoten te beschermen. Het was duidelijk dat het daarmee helemaal de macht over Marokko wilde overnemen, behalve in het noorden, waar Spanje troepen naartoe stuurde. 
Duitsland verzette zich hiertegen, omdat het zenden van troepen inging tegen het akkoord van 1909. Het besloot daarom ook "landgenoten te beschermen" en een oorlogsschip te sturen. 
Op 1 juli 1911 verscheen de Duitse kanonneerboot SMS Panther voor de Marokkaanse haven van Agadir. De aanwezigheid van de Panther, kort daarna afgelost door de kruiser SMS Bremen, werd door de Fransen als een provocatie beschouwd.  De Franse regering geleid door Joseph Caillaux, sloot oorlog niet uit, hoewel Caillaux bekend stond als vredelievend en al eerder had laten weten te willen onderhandelen.  
De crisis werd nog ernstiger toen de Britse regering op 21 juli liet weten dat ze in geval van oorlog Frankrijk zou steunen. De Britten hadden wel kritiek op het Franse optreden in Marokko, maar wilden zeker geen Duitse aanwezigheid aldaar en zouden de afspraken van de Entente Cordiale nakomen. De Britse generaal Henry Hughes Wilson vertrok naar Parijs om Frans-Britse militaire acties tegen Duitsland te coördineren.
Voor Duitsland werd de situatie moeilijk omdat tegelijk een financiële crisis dreigde. Duitsers gingen massaal hun bankbiljetten inruilen voor goud. Er werd dan ook snel geopteerd voor onderhandelingen,  Reeds op 7 juli kreeg Parijs te horen dat Duitsland geen territoriale aanspraken had op Marokko, maar wel compensaties eiste als er daar een Frans protectoraat zou komen. 
De Duitse minister van Buitenlandse Zaken Kiderlen Waechter  eiste in ruil Frans-Congo en het recht van voorkoop dat Frankrijk bezat op Belgisch-Congo.  Als toegift bood hij noordelijke delen van de Duitse kolonies Togoland en Kameroen aan. 
In november werden Frankrijk en Duitsland het uiteindelijk eens. Duitsland ging akkoord met de Franse invloed in Marokko in ruil voor 250.000 km² gebied in Frans-Congo dat toegevoegd werd aan Kameroen (Neukamerun). Dit akkoord, dat op 30 maart 1912 werd ondertekend, staat bekend als het Verdrag van Fez en leidde tot het Franse protectoraat over Marokko